# Kenichiro Takaki
Pour les articles homonymes, voir Takaki.
Kenichiro Takaki (高木 謙一郎, Takaki Kenichiro) est un créateur de jeu vidéo japonais né le 5 novembre 1976 à Okayama. Il est notamment connu pour sa série de jeux vidéo Senran Kagura.

## Réalisations
- Red Ninjaː End of Honor sur PlayStation 2 et Xbox (2005)
- Negima!? Chou Mahora Taisen Chuu: Checkiin Zenin Shuugou! Yappari Onsen Kichaimashitaa sur Nintendo DS (2007)
- Mahō Sensei Negima!? Neo-Pactio Fight!! sur Wii (2007)
- Ikki Tousen: Shining Dragon sur PlayStation 2 (2007)
- Valhalla Knights 2 sur PlayStation Portable (2008)
- To Love-ru -Trouble- Waku Waku! Rinkangakkō-hen sur Nintendo DS (2008)
- To Love-ru -Trouble- Doki Doki! Rinkaigakkō-hen sur PlayStation Portable (2008)
- Ikki Tousen: Eloquent Fist sur PlayStation Portable (2008)
- Half-Minute Hero sur PlayStation Portable, Xbox Live Arcade et Windows (2008)
- Valhalla Knights 2: Battle Stance sur PlayStation Portable (2009)
- Sakura Note: Ima ni Tsunagaru Mirai sur Nintendo DS (2009)
- Livly Garden sur Nintendo DS (2010)
- Ikki Tousen: XROSS IMPACT sur PlayStation Portable (2010)
- Half-Minute Hero: The Second Coming sur PlayStation Portable et Windows (2011)
- Senran Kagura: Skirting Shadows sur Nintendo 3DS (2011)
- Senran Kagura Burst sur Nintendo 3DS (2012)
- Senran Kagura Shinovi Versus sur PlayStation Vita (2013)
- Senran Kagura 2: Deep Crimson sur Nintendo 3DS (2014)
- Senran Kagura Bon Appétit! sur PlayStation Vita (2014)
- IA/VT Colorful sur PlayStation Vita (2015)
- Senran Kagura Estival Versus sur PlayStation Vita et PlayStation 4 (2015)
- Valkyrie Drive: Bikkhuni sur PlayStation Vita (2015)
- Valkyrie Drive: Siren sur Smartphone
- ̈UPPERS sur PlayStation Vita (2016)